# Akrabat
Akrabat (arab. عقربات) – wieś w Syrii, w muhafazie Idlib. W 2004 roku liczyła 388 mieszkańców.